# Xalet Ensesa
El Xalet Ensesa és una obra noucentista de Castell d'Aro, Platja d'Aro i s'Agaró (Baix Empordà) protegida com a Bé Cultural d'Interès Local. El xalet Ensesa està situat dins la urbanització de s'Agaró, en una parcel·la amb vistes al mar, a la punta d'en Pau.

## Descripció
Es tracta del primer xalet de la urbanització. Aquest edifici va marcar la imatge de la resta de cases de s'Agaró. Casa de planta baixa i pis, d'estil noucentista. Té grans porxos, amb arcs de mig punt i finestres esculpides procedents de vells casals renaixentistes.

## Història
L'any 1916 Josep Ensesa i Pujades compra uns terrenys sobre la platja de Sant Pol per fer-s'hi una casa. A causa de les mesures del terreny, l'arquitecte Rafael Masó projecta una petita urbanització a l'any 1917. El projecte queda aturat fins a l'any 1923, quan el fill de Josep Ensensa Pujades, Josep Ensesa Gubert, reprèn la idea. El projecte de Senya Blanca és de 1923-24 i la urbanització s'inicià posteriorment, l'any 1929. Amb posterioritat, Francesc Folguera construeix la llotja al jardí i l'ampliació de l'edifici principal.